# Mike Grell
Mike Grell, né le 13 septembre 1947 est un auteur américain de bande dessinée.

## Biographie
Mike Grell, naît le 13 septembre 1947 aux États-Unis. Après des études à l'université du Wisconsin et à l'école d'art de Chicago, il commence sa carrière de dessinateur en 1972 comme assistant de Dale Messick sur le comic strip Brenda Starr, Reporter. L'année suivante, il commence à travailler sur de nombreux comic books publiés par DC Comics dont Aquaman, Green Arrow et Batman. En 1976, il crée, toujours pour DC, le personnage de Warlord qui devient la meilleure vente chez DC. En 1978, il crée Starslayer. En 1981, il reprend le comic strip de Tarzan. L'année suivante, il reçoit un des prix Inkpot remis au Comic-Con.
En 1987, il réalise une mini-série controversée de Green Arrow, The Longbow Hunters, dont le succès lui vaut de devenir le scénariste attitré de la série jusqu'en 1993.
En 1993, Todd McFarlane, l'un des fondateurs de la maison d'édition Image Comics propose à Mike Grell de créer une nouvelle série. Attiré par la culture amérindienne, Grell crée le personnage de Joshua Brand, alias Stalking Wolf, le héros de Shaman's Tears. Joshua Brand est un métis, amérindien et irlandais, qui se sent rejeté par les deux mondes. Lors d'une cérémonie mystique il acquiert des pouvoirs surhumains accordés par une déesse de la terre. Après les deux premiers épisodes, la série connaît un hiatus, à la suite de désaccords entre Image et Grell. Après quelques mois, la parution reprend jusqu'au douzième numéro. Un numéro zéro, qui sert de préquel, est ensuite publié. Une mini-série de quatre numéros, intitulée Bar Sinister mettant en scène un groupe de mutants apparus dans les premiers épisodes de la série est aussi publiée.